# (38) Léda
Pour les articles homonymes, voir Léda.
(38) Léda (désignation internationale (38) Leda) est un astéroïde de la ceinture principale découvert par Jean Chacornac le 12 janvier 1856. Il est nommé d'après Léda, mère des Dioscures, d'Hélène et de Clytemnestre.

## Compléments